# Třída Marksman
Třída Marksman byla třída vůdčích lodí torpédoborců Royal Navy z období první světové války. Celkem jich bylo postaveno sedm kusů. Ve službě byly v letech 1915–1936. Nasazeny byly za světové války. V boji nebyl žádný ztracen.

## Pozadí vzniku
Celkem bylo v letech 1914–1916 postaveno sedm jednotek této třídy. Do stavby se zapojily loděnice Denny v Dumbartonu, Hawthorn Leslie v Hebburnu, Cammell Laird v Birkenheadu a White v Cowesu.
Jednotky třídy Marksman:
| Jméno                     | Založení kýlu | Spuštěn | Vstup do služby | Osud                       |
| ------------------------- | ------------- | ------- | --------------- | -------------------------- |
| HMS Nimrod                | 1914          | 1915    | 1915            | Roku 1926 prodán do šrotu. |
| HMS Marksman              | 1914          | 1915    | 1915            | Roku 1921 prodán do šrotu. |
| HMS Kempenfelt            | 1914          | 1915    | 1915            | Roku 1921 prodán do šrotu. |
| HMS Lightfoot             | 1914          | 1915    | 1915            | Roku 1921 prodán do šrotu. |
| HMS Abdiel (ex Ithuriel)  | 1915          | 1915    | 1916            | Roku 1936 prodán do šrotu. |
| HMS Gabriel (ex Abdiel)   | 1915          | 1915    | 1916            | Roku 1921 prodán do šrotu. |
| HMS Ithuriel (ex Gabriel) | 1915          | 1916    | 1916            | Roku 1921 prodán do šrotu. |

## Konstrukce

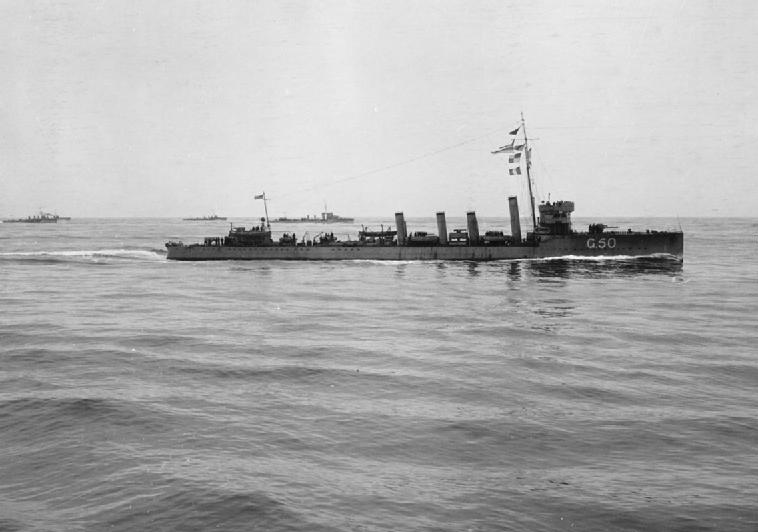
HMS Ithuriel

Po dokončení nesly čtyři 102mm kanóny, dva 40mm kanóny a dva dvojlavňové 533mm torpédomety. Pohonný systém tvořily čtyři kotle a tři sady turbín o výkonu 36 000 hp, pohánějící tři lodní šrouby. Nejvyšší rychlost dosahovala 34,5 uzlu. Dosah byl 2500 námořních mil při rychlosti 15 uzlů.